# 録尚書事
録尚書事（ろくしょうしょじ）は、中国の後漢から魏晋南北朝時代に存在した官職。尚書を束ねる役職として政権を握り、宰相職としてあったが、隋代に廃止された。
尚書省・尚書令なども合わせて参照のこと。

## 前漢
漢の官制では丞相を始めとした三公が政治を執ることになっていたが、武帝より実質的に尚書の権限が丞相のそれを上回るようになる。尚書は臣下から皇帝に対しての上奏を取り扱う役職である。上奏をしようとする場合、正副二つの上奏文を尚書に渡し、尚書は副の方を見てそれが良くないと思えばこれを却下することが出来た。つまり実質的に、尚書は上奏の可否を決定することが出来た。
武帝が崩御して昭帝が即位すると、霍光が専権を奮うようになるが、この時の「大将軍光秉政、領尚書事」（『漢書』「昭帝紀」）という記述が領尚書事の初見である。領尚書事とは「尚書の事を総領する」の意である（録尚書事も同義）。武帝により中書（中書台）も作られている。尚書と中書は元は同じ上奏を取り扱う役職であるが、こちらは宦官の役職であった。尚書と中書が分けられた理由は、武帝が後宮で過ごす時間が長く、後宮には宦官でなければ出入りが出来なかったことによる。中書の長が中書令・尚書の長が尚書令であり、領尚書事はこの二つを統括する存在であった。
ただし、領尚書事は加官であってこれのみに就くということはなく、必ず他の本官を持つ。また前漢代には正式に定められた役職ではなく非常設の役職であり、『漢書』「百官公卿表」にも領尚書事は記載されていない。
宣帝は領尚書事の力を削ぐために中書を重用し（宣帝によって前記の尚書が上奏を取り次ぐ可否を決定していた慣例は廃止されている）、その流れを受けて元帝代には宦官の弘恭・石顕が中書令となって領尚書事の蕭望之らを排除するということも起こったが、成帝が即位し王鳳が領尚書事となると石顕を排除した。更に中書台を廃止したことで、領尚書事の権力は確固たる物となった。

## 後漢・三国時代
後漢に入ると、領尚書事は録尚書事となり、正式な官となった。後漢では皇帝が即位するとともに皇太子時代の傅（もり役）が太傅となり、同時に太傅は録尚書事を兼任して政権を執る。また太傅の下の三公（司徒・司空・太尉）のいずれかも録尚書事を兼任し、後漢を通じて2-3人が録尚書事となるのが通例であった。太傅以外が録尚書事となる場合は参録尚書事と呼ばれる。位の上では太傅および三公が最高であるが、実際には録尚書事を帯びない限りは権限がなかったのである。
しかし後漢中葉から、宦官たちが中常侍などの役職で皇帝の傍に侍るようになり、録尚書事以下尚書は次第に実務機関へと変わっていき、権力の中枢からは離れざるを得なくなっていった。魏になってから再び置かれるようになり、魏から西晋までの間に尚書の主導権が確立した。録尚書事は、蜀漢では平尚書事、呉では領尚書事・平尚書事・省尚書事とも言われた。蜀漢で諸葛亮の死後宰相の任にあった蔣琬・費禕はいずれも大将軍・録尚書事に任じられている。

## 晋・南北朝時代
東晋になると、録尚書事が常設されるようになったようである。またこの時代に録尚書六条事というものが現れる。この職がどういうものかについては、現在のところ良くわかっていない。『宋書』には東晋初期に政権を執った王導について「咸康中、分置三録、王導録其一、荀崧・陸曄各録六条事」（咸康年間、分けて三録を置いた。王導がその内の一つを録し、荀崧・陸曄がそれぞれ六条事を録した）とある。六条事について、『宋書』の著者の沈約は「尚書の分掌が全部で12条あり、荀崧・陸曄はそれを半分ずつ担当したのだろう」としている。録尚書事が常設でなくなるのは南朝宋の孝武帝の時期であるが、それから30年ほどしか経っていない『宋書』執筆の時点ですでに、録尚書六条事についてはよくわからなくなってしまっていたらしい。その他にもいくつか説があり、確たることはわからないが、録尚書事には「総録」と「録尚書六条事」があり、総録の方が上位であるがどちらも宰相職として政権を執っていたらしい。
録尚書事の常設は南朝宋の文帝の時期まで続いたが、孝武帝の時期に録尚書六条事であった劉義宣の反乱をきっかけに録尚書事が廃止された。前廃帝の時期に復活するが常設ではなくなり、南朝斉以降にそれは引き継がれた。南朝斉以降では録尚書事に任命されること自体が少なくなり、録尚書事の存在は小さくなっていき、隋代に三省六部体制が整えられると共に録尚書事は正式に廃止された。